# Torneo de Moscú 2017
El Kremlin Cup 2017 fue un torneo de tenis jugado en canchas duras bajo techo. Fue la 28ª edición de la Kremlin Cup, y fue parte del ATP World Tour 250 series del ATP World Tour 2017, y formó parte del circuito Premier del WTA Tour 2017. Se llevó a cabo en el Estadio Olímpico de Moscú, Rusia, del 16 al 22 de octubre de 2017.

## Distribución de puntos
| Modalidad            | Campeón | Finalista | Semifinales | Cuartos de final | 2ª ronda | 1ª ronda | Clasificados | 2ª ronda de clasificación | 1ª ronda de clasificación |
| Individual masculino | 250     | 165       | 100         | 50               | 25       | 0        | 13           | 7                         | 0                         |
| Dobles masculino     | 250     | 150       | 90          | 45               | 20       | 0        | -            | -                         | -                         |

| Modalidad           | Campeón | Finalista | Semifinal | Cuartos de final | 3ª ronda | 2ª ronda | 1ª ronda | Clasificados | 2ª ronda de clasificación | 1ª ronda de clasificación |
| Individual femenino | 470     | 305       | 185       | 100              | 55       | 30       | 1        | 25           | 13                        | 1                         |
| Dobles femenino     | 470     | 305       | 185       | 100              | 1        | -        | -        | -            | -                         | -                         |

## Cabezas de serie

### Individuales masculino
| Tenista               | Ranking | Preclasificado |
| Pablo Carreño         | 11      | 1              |
| Albert Ramos          | 25      | 2              |
| Adrian Mannarino      | 29      | 3              |
| Philipp Kohlschreiber | 33      | 4              |
| Andréi Rubliov        | 35      | 5              |
| Damir Džumhur         | 37      | 6              |
| Paolo Lorenzi         | 39      | 7              |
| Karen Jachanov        | 40      | 8              |

- Ranking del 9 de octubre de 2017.[3]

### Dobles masculino
| Tenistas                                  | Ranking | Preclasificados |
| Max Mirnyi Philipp Oswald                 | 117     | 1               |
| Hans Podlipnik-Castillo Andrei Vasilevski | 135     | 2               |
| Juan Sebastián Cabal Denys Molchanov      | 149     | 3               |
| James Cerretani Marc Polmans              | 161     | 4               |

### Individuales femenino
| Tenista                   | Ranking | Preclasificada |
| Svetlana Kuznetsova       | 8       | 1              |
| Kristina Mladenovic       | 13      | 2              |
| Coco Vandeweghe           | 15      | 3              |
| Yelena Vesnina            | 19      | 4              |
| Anastasija Sevastova      | 20      | 5              |
| Anastasiya Pavliuchenkova | 21      | 6              |
| Daria Gavrilova           | 22      | 7              |
| Julia Görges              | 27      | 8              |

- Ranking del 9 de octubre de 2017[4]

### Dobles femenino
| Tenistas                              | Ranking | Preclasificadas |
| Timea Babos Andrea Hlaváčková         | 21      | 1               |
| Olga Savchuk Katarina Srebotnik       | 68      | 2               |
| Barbora Krejčíková Kateřina Siniaková | 73      | 3               |
| Irina-Camelia Begu Raluca Olaru       | 75      | 4               |

## Campeones

### Individual masculino
Damir Džumhur venció a  Ričardas Berankis por 6-3, 1-6, 6-4

### Individual femenino
Julia Goerges venció a  Daria Kasátkina por 6-1, 6-2

### Dobles masculino
Max Mirnyi /  Philipp Oswald vencieron a  Damir Džumhur /  Antonio Šančić por 6-3, 7-5

### Dobles femenino
Tímea Babos /  Andrea Hlaváčková vencieron a  Nicole Melichar /  Anna Smith por 6-2, 3-6, [10-3]